# Municipio de Grant (condado de Plymouth, Iowa)
Grant Township es un municipio del condado de Plymouth, Iowa, Estados Unidos. Según el censo de 2020, tiene una población de 427 habitantes.
Es una subdivisión exclusivamente geográfica, por cuanto el estado de Iowa no utiliza la herramienta de los townships como Gobiernos municipales.

## Geografía
El municipio está ubicado en las coordenadas 42°51′56″N 96°16′22″O / 42.86556, -96.27278. Según la Oficina del Censo de los Estados Unidos, tiene una superficie total de 93.63 km², correspondientes en su totalidad a tierra firme.

## Demografía
Según el censo de 2020, hay 427 personas residiendo en la zona. La densidad de población es de 4.56 hab./km². El 93.44 % de los habitantes son blancos, el 0.23 % es amerindio, el 2.81 % son de otras razas y el 3.51 % son de una mezcla de razas. Del total de la población, el 4.22 % son hispanos o latinos de cualquier raza.